# کولبرا، پورتوریکو
کولبرا (به انگلیسی: Culebra) یک منطقهٔ مسکونی در ایالات متحده آمریکا است که در پورتوریکو واقع شده‌است. کولبرا ۳۰٫۱ کیلومتر مربع مساحت و ۱٬۸۱۸ نفر جمعیت دارد.